# Hundefreund
Hundefreund ist ein deutscher Kurzfilm aus dem Jahr 2022 von Maissa Lihedheb. Der Film gewann den ersten Preis des deutschen Wettbewerbs beim Internationalen Kurzfilmfestival Berlin und wurde für die Kurzfilm-Lola in der Kategorie Spielfilm nominiert.

## Handlung
Bei einem Date entsteht ein Streit zwischen Malik und Phillip, bei dem ihre ungleichen Positionen innerhalb der deutschen Gesellschaft in den Vordergrund rücken.

## Hintergrund
Der Film basiert auf einer Idee der Lyrikerin und Filmemacherin Sailesh Naidu. Nach einem gemeinsamen Treffen mit Maissa Lihedheb und Lamin Leroy Gibba, bei dem sie über die Idee sprachen, schrieb Gibba das Drehbuch. Naidu, Lihedheb und Gibba produzierten den Film gemeinsam und stellten ein Filmteam zusammen, das fast ausschließlich aus queeren und trans Schwarzen Personen und Personen of Color bestand. Hundefreund wird von der BIPOC Filmsociety präsentiert, ein Filmkollektiv, das Lihedheb 2020 gründete.

## Rezeption

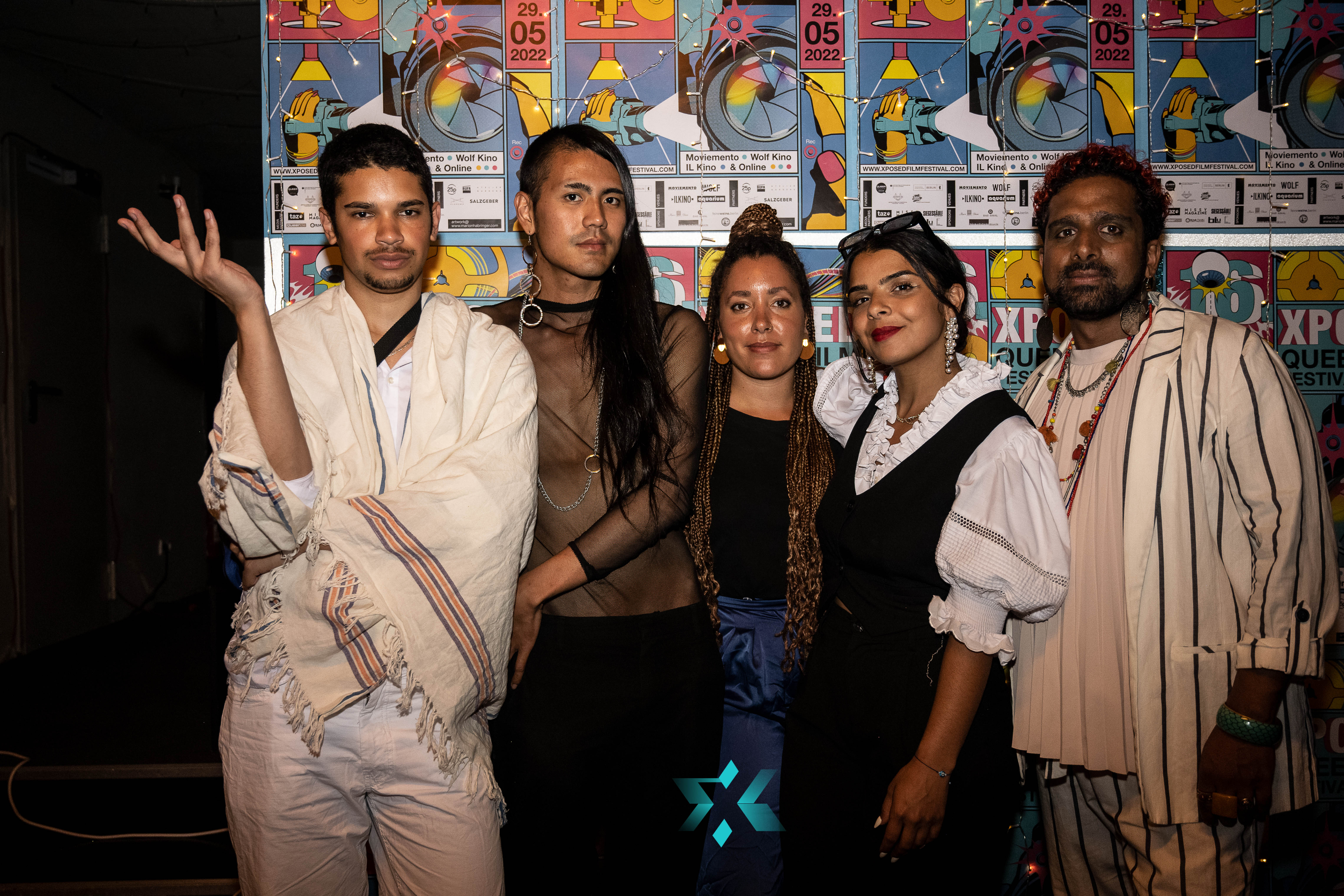
Team des Films bei der Aufführung des Films beim XPOSED Queer Film Festival 2022

Hundefreund feierte im März 2022 die Weltpremiere auf dem Filmfestival BFI Flare und wurde unter anderem beim Tribeca Film Festival und dem Internationalen Kurzfilmfestival Berlin gezeigt.

## Auszeichnungen

### Deutscher Kurzfilmpreis 2022
- Nominierung in der Kategorie Spielfilm für Hundefreund[1]

### Internationales Kurzfilmfestival Berlin 2022
- Erster Preis im deutschen Wettbewerb[2]

### Iris-Preis 2023
(Quelle: Iris-Preis)
- Nominierung für Hundefreund